# Bé Chuma
Bé Chuma [b'eː 'xuma], auch Becuma, Bé Chuille, Becuille, ist in der keltischen Mythologie Irlands eine Frau aus dem Volke der Túatha Dé Danann. Als Eltern werden Tuirenn und Flidais, als Schwestern Fand und Be Theite genannt.

## Mythologie
Nach einer Erzählung in den metrischen Dindsenchas wird Bé Chuma von den Túatha Dé Danann verstoßen, weil sie mit einem Sohn des Meeresgottes Manannan mac Lir Ehebruch begeht. Sie flieht nach Tara zu König Conn Cétchathach („Conn mit den hundert Schlachten“), dessen Geliebte sie wird. Conn schickt auf ihren Wunsch sogar seinen Sohn Art mac Cuinn in die Verbannung, wird aber für sein Unrecht bestraft. Es kommt so lange Unglück über seine Herrschaft und sein Reich, bis Conn schließlich den Forderungen des Volkes nachkommt und sich von Bé Chuma wieder trennt.
Eine Version im Lebor Laignech („Das Buch von Leinster“) um 1150 n. Chr. nennt Bé Chuille eine göttliche Zauberin und Schwester der Danu, die mit den Túatha Dé Danann aus Griechenland nach Irland kommt und dort von „grauen Luft-Dämonen“ getötet wird.